# Greedy (canción de Tate McRae)
«Greedy» (en español: «Codicioso») es una canción de la cantante canadiense Tate McRae. Fue lanzada el 15 de septiembre de 2023 a través de RCA Records como el sencillo principal de su segundo álbum de estudio, Think Later (2023). La canción ganó popularidad por primera vez en TikTok cuando McRae compartió un fragmento a inicios de agosto de 2023.
La canción alcanzó la posición número uno en Austria, Dinamarca, Grecia, Luxemburgo, Noruego y Países Bajos, mientras que entró en el top 10 en Australia, Canadá, Islandia, Irlanda, Letonia, Nueva Zelanda, Reino Unido, Singapur, Suecia y Suiza, entre otros. Además, es la canción de McRae con la mayor posición en la lista estadounidense Billboard Hot 100, alcanzando la posición número 3.

## Antecedentes
En diciembre de 2022, McRae habló por primera vez sobre su nueva «era» de música: mencionó que estaba «en la zona» de la música y que había decidido quién quiere ser y qué hacer a continuación. El 4 de agosto de 2023, publicó por primera vez un adelanto de «Greedy» a través de su cuenta de TikTok; la canción se volvió viral posteriormente en la plataforma. Kyle Denis de Billboard expresó que la canción es un «ejemplo exitoso de un plan promocional concertado centrado en TikTok», ya que fue llevada al éxito mediante fragmentos que McRae compartió constantemente en lugar de una tendencia aleatoria. A finales de mes, reveló la portada y la fecha de lanzamiento de la canción a través de su cuenta de Instagram. Para ella, «Greedy» significa un «nuevo capítulo» de su música.

## Composición
«Greedy» es una canción pop. Reflexiona sobre un encuentro que McRae tuvo con un chico en un bar. El hombre la felicitaría por lo bien que se guarda sus «cartas» para sí misma y permanece «misteriosa», impresión que ella pudo comprobar, ya que confirma que «le cuesta mucho» abrirse. McRae recogió este sentimiento de afirmación y posteriormente escribió la canción sobre la «confianza de saber lo que quieres». El resultado final le pareció una «canción genial de empoderamiento femenino» que le encantó. Sintió que la canción marca la primera vez que la gente ve un «lado más luchador y juguetón» de ella, siendo tan «inesperado» como es. La canción presenta un «guiño melódico» al éxito de 2006 de Nelly Furtado «Promiscuous».

## Videoclip
Un videoclip acompañante fue lanzado el mismo día que la canción y dirigido por Aerin Moreno. Está ambientada en un estadio de hockey vacío y muestra escenas de baile con otros bailarines, que fueron coreografiadas por el bailarín Sean Bankhead. Tomás Mier de Rolling Stone opinó que abrazó su herencia canadiense mostrando amor por el hockey.

## Posicionamiento en listas
| Listas (2023)                             | Mejor posición |
| ----------------------------------------- | -------------- |
| África del Norte (IFPI)                   | 15             |
| Alemania (Official German Charts)         | 4              |
| Arabia Saudita (IFPI)                     | 15             |
| Australia (ARIA)                          | 2              |
| Austria (Ö3 Austria Top 40)               | 1              |
| Bélgica (Ultratop 50 Flandes)             | 3              |
| Bélgica (Ultratop 50 Valonia)             | 3              |
| Brasil (Brasil Hot 100)                   | 44             |
| Bulgaria (PROPHON)                        | 1              |
| Canadá (Canadian Hot 100)                 | 3              |
| Canadá (Canada CHR/Top 40)                | 12             |
| Canadá (Canada Hot AC)                    | 30             |
| CEI (TopHit)                              | 14             |
| Corea del Sur (Circle BGM)                | 116            |
| Dinamarca (Tracklisten)                   | 1              |
| EAU (IFPI)                                | 1              |
| Eslovaquia (Singles Digitál Top 100)      | 2              |
| España (PROMUSICAE)                       | 83             |
| Estados Unidos (Billboard Hot 100)        | 3              |
| Estados Unidos (Adult Top 40)             | 20             |
| Estados Unidos (Mainstream Top 40)        | 12             |
| Filipinas (Billboard)                     | 12             |
| Finlandia (Suomen virallinen lista)       | 11             |
| Francia (SNEP)                            | 6              |
| Grecia (IFPI)                             | 1              |
| Hungría (Rádiós Top 40)                   | 28             |
| Hungría (Single Top 40)                   | 7              |
| India (IMI International Top 20 Singles)  | 10             |
| Indonesia (Billboard)                     | 12             |
| Irlanda (IRMA)                            | 2              |
| Islandia (Plötutíðindi)                   | 4              |
| Italia (FIMI)                             | 42             |
| Letonia (LAIPA)                           | 2              |
| Líbano (Lebanese Top 20)                  | 6              |
| Lituania (AGATA)                          | 2              |
| Luxemburgo (Billboard)                    | 1              |
| Malasia (Billboard)                       | 2              |
| Malasia (RIM)                             | 1              |
| MENA (IFPI)                               | 3              |
| Mundo (Billboard Global 200)              | 3              |
| Nigeria (TurnTable Top 100)               | 62             |
| Noruega (VG-lista)                        | 1              |
| Nueva Zelanda (Recorded Music NZ)         | 2              |
| Países Bajos (Dutch Top 40)               | 1              |
| Países Bajos (Single Top 100)             | 1              |
| Polonia (Polish Airplay Top 100)          | 35             |
| Polonia (Polish Streaming Top 100)        | 9              |
| Portugal (AFP)                            | 5              |
| Reino Unido (OCC)                         | 3              |
| República Checa (Singles Digitál Top 100) | 3              |
| Rumania (Billboard)                       | 14             |
| Rusia (TopHit)                            | 61             |
| Singapur (RIAS)                           | 2              |
| Suecia (Sverigetopplistan)                | 6              |
| Suiza (Schweizer Hitparade)               | 2              |
| Vietnam (Vietnam Hot 100)                 | 51             |

## Certificaciones
| País          | Organismo certificador | Certificación | Ventas certificadas | Ref.   |
| ------------- | ---------------------- | ------------- | ------------------- | ------ |
| Nueva Zelanda | RMNZ                   | Oro           | 15 000              | [ 65 ] |
| Reino Unido   | BPI                    | Plata         | 200 000             | [ 66 ] |
| Streaming     |                        |               |                     |        |
| Grecia        | IFPI Grecia            | Oro           | 1 000 000           | [ 67 ] |

## Historial de lanzamiento
| Región | Fecha                    | Formato(s)                 | Discográfica | Ref.   |
| ------ | ------------------------ | -------------------------- | ------------ | ------ |
| Varios | 15 de septiembre de 2023 | Descarga digital streaming | RCA Records  | [ 2 ]  |
| Italia | 22 de septiembre de 2023 | Airplay                    | Sony Music   | [ 68 ] |